# Hospital do Espírito Santo de Évora
O Hospital do Espírito Santo de Évora é um hospital público do Serviço Nacional de Saúde situado na cidade de Évora, em Portugal. Integra a Unidade Local de Saúde Alentejo Central. Irá ser substituído pelo Hospital Central do Alentejo, cuja conclusão está prevista para o fim de 2024.